# 고재청
고재청(高在淸, 1928년 4월 15일~2014년 2월 27일)은 대한민국의 정치인이다. 제9·10·11·12대 국회의원을 지냈다.

## 약력
- 담양창평국민학교 졸업
- 광주서중학교 졸업
- 광주제일고등학교 졸업
- 서울대학교 경제학과 졸업
- 1973년 ~ 1981년 : 제9·10대 국회의원 (신민당)
- 신민당 정책위 부의장, 대변인, 정무위원, 인권옹호위원장
- 1981년 ~ 1988년 : 제11·12대 국회의원 (민주한국당)
- 민주한국당 당무위원, 원내총무
- 대한민국 제11대 국회 부의장
- 통일민주당 정무위원
- 평화민주당 당무위원
- 국회 헌법개정 심의 특별위원회 위원
- 한불·한호의원친선협회 회장
- 한일의원친선협회 부회장, 고문
- 대한민국헌정회 수석부회장

## 역대 선거 결과
|  | 22.98% |

|  | 26.34% |

|  | 27.76% |

|  | 18.68% |